# Firmino Monteiro
Antônio Firmino Monteiro (Rio de Janeiro, 22 de fevereiro de 1855 — Niterói, 3 de julho de 1888) foi um pintor brasileiro do século XIX. Pintava principalmente paisagens e cenas pitorescas do Rio de Janeiro da segunda metade do século XIX.

## Biografia
Menino pobre, cedo teve de trabalhar como caixeiro, encadernador e tipógrafo. Assim, seus estudos de arte tiveram um início tardio. Na década de 1870, ingressou na Academia Imperial de Bellas Artes (AIBA), onde teve como mestres Victor Meireles, Agostinho José da Mota, Pádua e Castro e Zeferino da Costa. Na AIBA, demonstrou interesse pelas disciplinas de Desenho e Pintura de História, sendo que, posteriormente, essa última determinou a temática de suas produções. A heterogeneidade do corpo discente da Academia fazia daquele um espaço que possibilitava a ascensão social, o que fez com que Monteiro a identificasse como uma oportunidade de mudar seu status na sociedade.
O artista fez sua estreia no cenário da arte no ano de 1879, com a participação na Exposição Geral de Belas Artes, onde apresentou a tela "Exéquias de Camorim". A paisagem histórica, inspirada no poema "A Confederação de Tamoios" (1856), de Gonçalves de Magalhães, retrata o funeral de um índio morto por caçadores de escravos. Ainda estudante não recebeu a atenção da crítica, que voltava a atenção às telas de Pedro Américo e Victor Meirelles.
Nos anos seguintes, Firmino Monteiro participou de uma série de exposições particulares, fora do círculo oficial da Academia. Isso se deu até o fim de 1881, quando retorna aos salões oficiais na Exposição Industrial. Nela o pintor reapresentou "Exéquias de Camorim" e apresentou uma paisagem da Praia Grande.
Monteiro encerra o ano de 1881 com certo reconhecimento da crítica: em uma notícia jornalística, o artista é avaliado como "um dos pintores jovens que mais e melhor tem produzido". A avaliação do crítico está relacionada ao quadro "Fundação da Cidade do Rio de Janeiro" (1881), o qual estava no ateliê do pintor durante a visita do avaliador. A tela foi primeiro exibida no ateliê do próprio artista e, devido ao seu sucesso, foi destaque na Exposição Typografica (1882), onde apresentou mais duas paisagens. Ao longo de todo o ano, participou de diversos eventos e esteve bem avaliado nas páginas da crítica.
Em 1883, em passagem pela Europa, produziu telas que refletiam o desejo por aprimorar a técnica de paisagem e pintura histórica, prática que se deu na França. No país, estavam ao mesmo tempo Firmino, Décio Villares, Francisco Villaça e, talvez, Almeida Junior. Nesse contexto, Monteiro começa a experimentar a pintura histórica. Apesar de se afirmar que as viagens de Firmino Monteiro à Europa foram bancadas pelo Estado, há indícios mais fortes de que obtinha apoio do Comendador Moitinho, empreendedor do sistema ferroviário, de cujos filhos Monteiro era professor.
Em 1884, de volta ao Brasil, participa novamente da Exposição Geral de Belas Artes, evento que foi um dos grandes marcos de sua carreira. Participou com mais de vinte telas, dezoito paisagens e cinco pinturas históricas, as quais lhe renderam o título de Cavaleiro da Ordem da Rosa, concedida pelo imperador Dom Pedro II.
No ano seguinte, retorna à Europa onde teve contato com Henrique Bernardelli e Angelo Agostini, que tiveram certa influência em sua formação intelectual. O último deles, Agostini, falava sobre a importância da Itália na formação de um pintor, o que acarretou na ida de Monteiro para o país. Após retornar da Europa, sem precisão de data, foi professor no Liceu de Artes e Ofícios da Bahia. Lá, criou o curso de perspectiva.

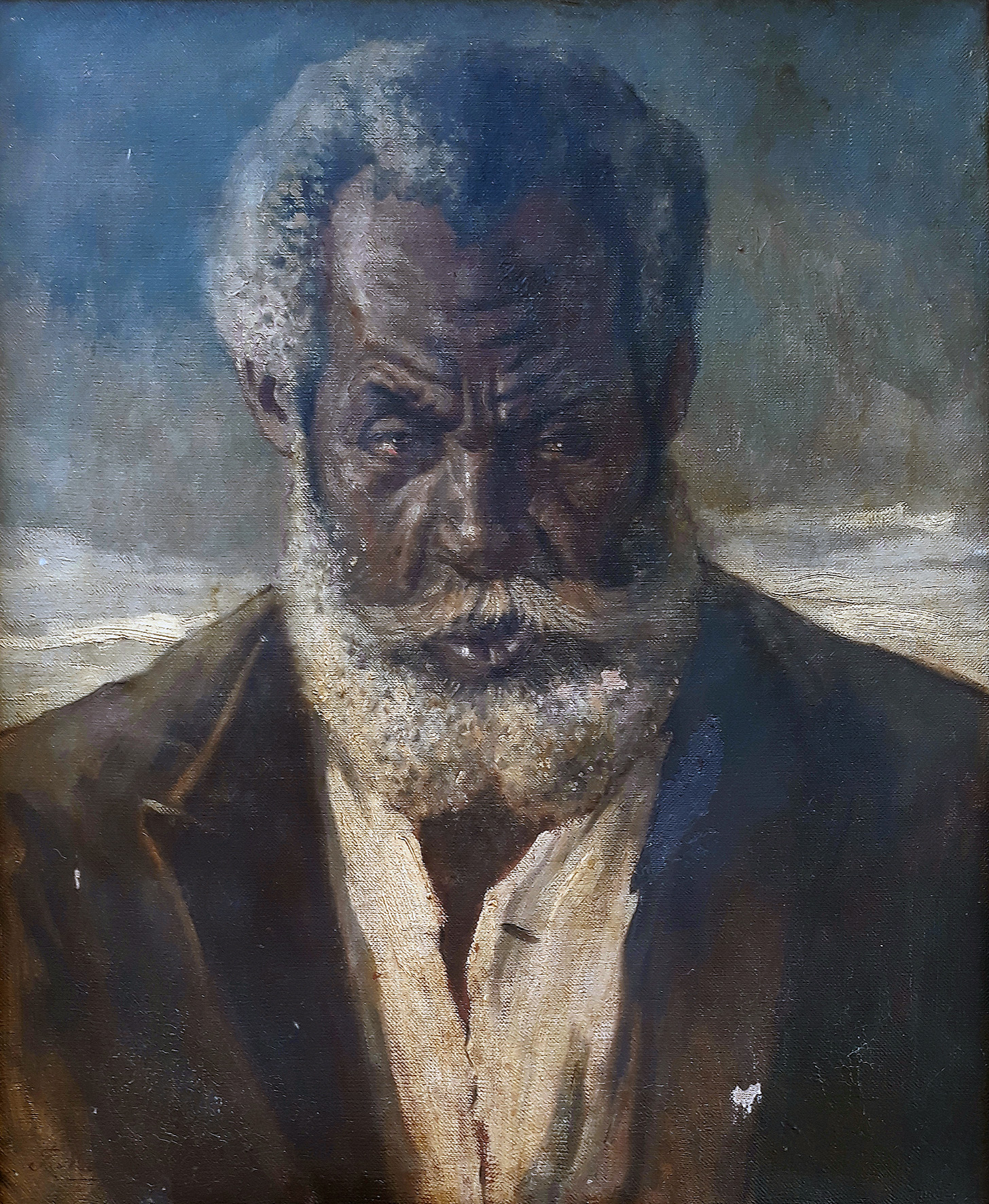
FIRMINO MONTEIRO, Antônio (1855-1888) Retrato de senhor (não identificado), ost, 61 x 50 cm, 1887, foto Gedley Braga

O último registro de atividade do pintor é de 1887, como integrante da comissão da Exposição Geral de Belas Artes que, naquele ano, não chegou a se concretizar por falta de verba.
Seu nome só volta a aparecer em 04 de julho de 1888, quando uma série de periódicos noticia o seu falecimento. Firmino morreu aos 33 anos, sem atingir seu ápice como artista.

## Crítica
O crítico José Teixeira Leite analisa a técnica utilizada por Antônio Firmino Monteiro em suas paisagens, ressalta a "bem cuidada e perfeita integração dos planos" e cita o lirismo e melancolia trazidos pelas obras, os quais define como "uma mal dissimulada tristeza". Para o crítico, há também uma nostalgia, mas sem cair no sentimentalismo, "superiormente resolvidas no que respeita a cor, desenho, textura, composição". Duque Estrada retoma a questão da melancolia, "um sentimento finamente melancólico".

## Galeria

Paisagem (1885)
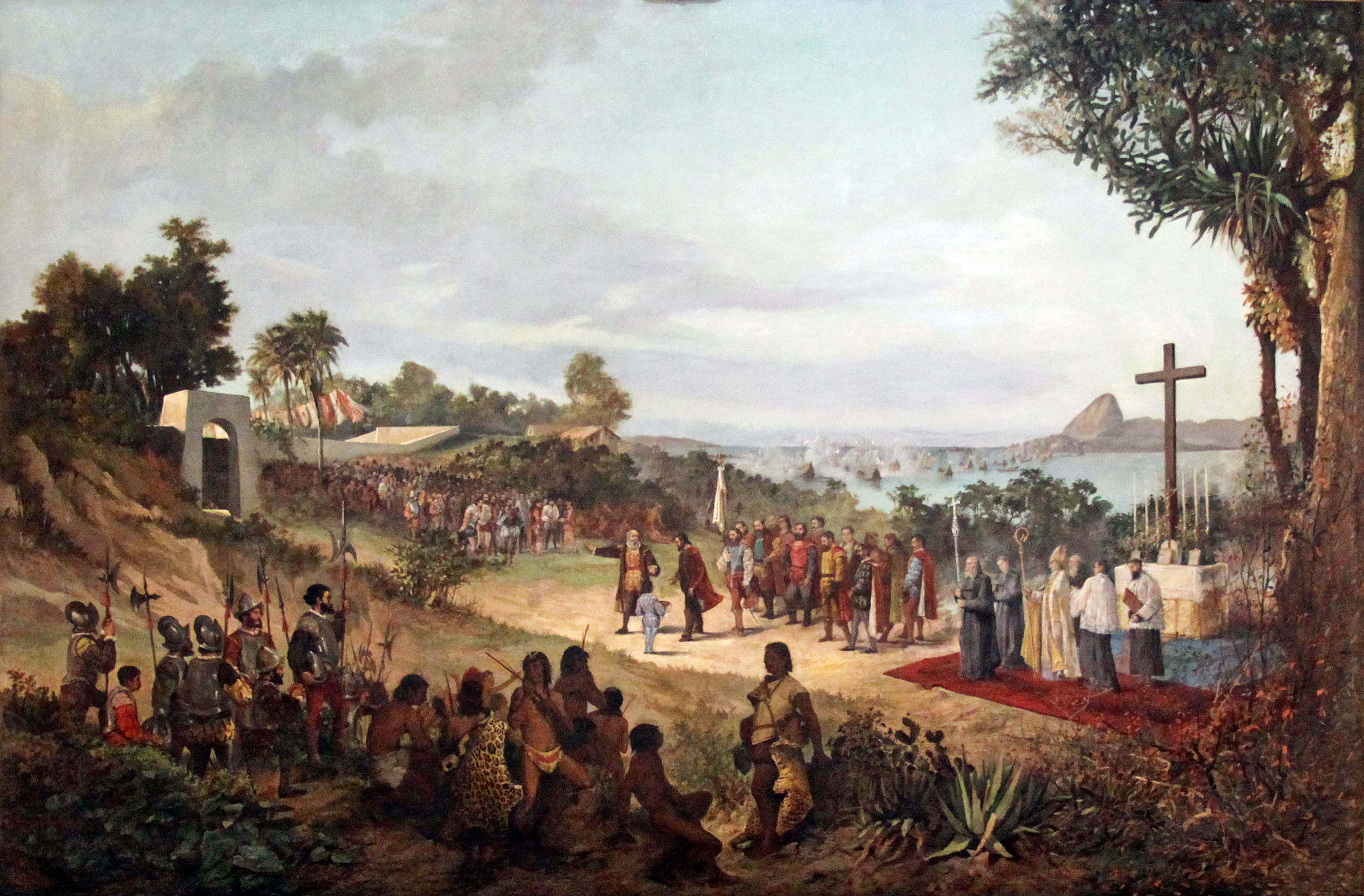
Fundação da Cidade do Rio de Janeiro
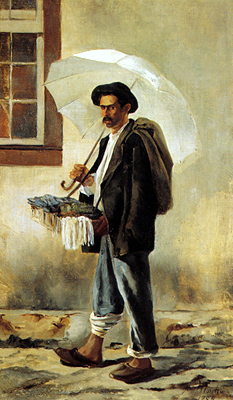
Fósforos! (1884)
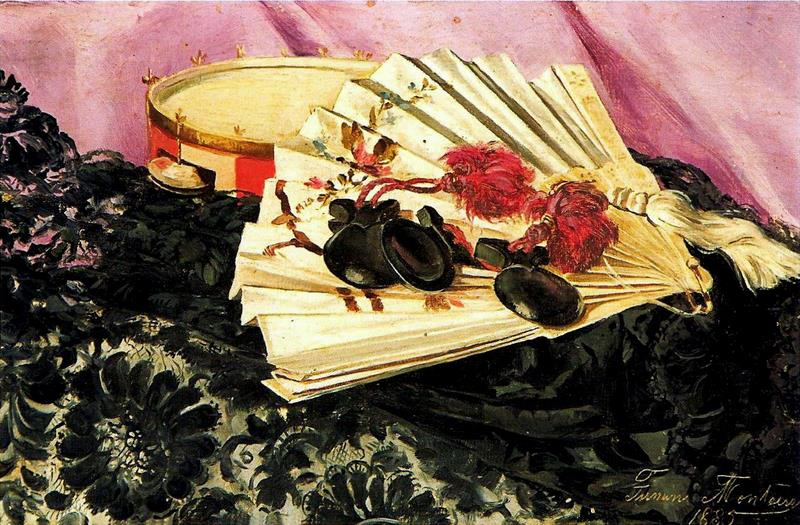
Natureza-morta (1885)
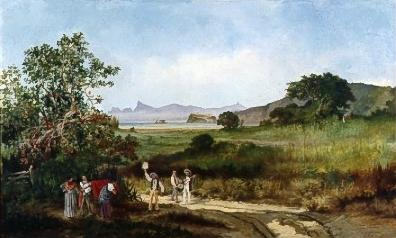
Bandeira do Divino